# 西藏大青
西藏大青（学名：Clerodendrum tibetanum）是马鞭草科大青属的植物，为中国的特有植物。分布于中国大陆的西藏等地，生长于海拔850米的地区，多生在山坡阔叶林下，目前尚未由人工引种栽培。